# Šáchor papírodárný
Šáchor papírodárný (Cyperus papyrus) je vytrvalá rostlina z čeledi šáchorovitých, která ve starověkém Egyptě sloužila k výrobě papyru. Bývá však pěstován i jako pokojová rostlina.

## Popis
Dosahuje výšky 2–5 m, typický je deštníkovitý chomáček listů na konci. Stonek je trojhranný a listy velice úzké, spíše se podobají drátkům a vytvářejí zajímavou chocholku. Pro růst potřebuje bahnité místo s minimální teplotou 16 °C. Nemá rád suchý vzduch. Důležité je tedy rosení a umístění např. v koupelně.

## Varianty
Existují varianty:
- ssp. hadidii
- cv. 'Perkamentos'